# Маунт-Пек
Маунт-Пек (англ. Mount Peck) (ранее до 1987 года — Маунт-Сталин) — гора в Канадских Скалистых горах на территории Канады в провинции Британская Колумбия. Высота над уровнем моря — 2807 м.

## История
Ранее назывался Маунт-Сталин. Был назван в честь руководителя СССР — Иосифа Сталина. В это же время другие горные вершины Канады были названы в честь Черчилля и Рузвельта. В 1987 украинские эмигранты настояли, чтобы правительство Канады изменило название горы, так как имя Сталина у них ассоциировалось с кампанией, связанной с переселением украинцев и поляков для освоения северных земель СССР, Сибири, Казахстана, проводимая в 1920-е, 1930-е годы. Гору переименовали в честь местного охотника Дона Пека.